# Šime Vrsaljko
Šime Vrsaljko (Zadar, 10 de janeiro de 1992) é um ex-futebolista croata que atuava como lateral direito.

## Carreira
Passou pelo NK Zadar, time de sua cidade natal, antes de ingressar nas categorias de base do Dínamo Zagreb, clube mais tradicional do país, onde se profissionalizou em 2009, com apenas 17 anos. Para dar mais experiência, o Dínamo cedeu o jogador ao NK Lokomotiva no mesmo ano, voltando ao clube pouco depois.
Em julho de 2013, Vrsaljko foi contratado pelo Genoa, mas a quantia desembolsada pelo time italiano não foi divulgada.
Em 5 de julho de 2016 firmou com o Atlético de Madrid por cinco temporadas.
Após passagem rápida pelo Olympiacos, no dia 23 de março de 2023, anunciou sua aposentadoria do futebol aos 31 anos.

## Seleção Croata
Estreou pela Seleção Croata principal em 2 de fevereiro de 2011 em partida amistosa contra a República Tcheca. Já disputou a Eurocopa de 2012 e 2016, além da Copa do Mundo FIFA de 2014, sempre como reserva de Darijo Srna.

## Títulos
Atlético de Madrid
- Liga Europa da UEFA: 2017–18
- La Liga: 2020–21